# Tarabai (kommun)
Tarabai är en kommun i Brasilien.   Den ligger i delstaten São Paulo, i den södra delen av landet, 800 km sydväst om huvudstaden Brasília. Antalet invånare är 6 605.
Följande samhällen finns i Tarabai:
- Tarabai

Trakten runt Tarabai består i huvudsak av gräsmarker. Runt Tarabai är det ganska glesbefolkat, med 47 invånare per kvadratkilometer.